# Inter-National League
Inter-National League var en halvprofessionell internationell ishockeyliga med lag från Italien, Slovenien och Österrike. Den skapades för att utveckla den halvprofessionella ishockeyn i både Slovenien och Österrike , och har därefter utökats till att även omfatta lag från italienska Serie A2. Den första säsongen spelades 2012/2013 och bestod då av sex lag, varav fyra från Österrike och två från Slovenien. Säsongen därefter utökades ligan med ytterligare nio lag, varav fem från Italien och fyra från Slovenien. Ligan ersatte den tidigare näst högsta österrikiska ishockeyligan, Eishockey-Nationalliga. Ligan slogs år 2016 samman med Serie A och bildade Alps Hockey League.

## Mästare
| Säsong    | Etta          | Tvåa    |
| --------- | ------------- | ------- |
| 2012/2013 | Bregenzerwald | Slavija |